# Balclutha pseudorosea
Balclutha pseudorosea är en insektsart som beskrevs av Knight 1987. Balclutha pseudorosea ingår i släktet Balclutha och familjen dvärgstritar. Inga underarter finns listade i Catalogue of Life.